# Kōyō Ozaki
Kōyō Ozaki (尾崎 紅葉 Ozaki Kōyō?,  Edo, Japón, 10 de enero de 1868 - Ciudad de Tokio, 30 de octubre de 1903), cuyo verdadero nombre era Tokutarō Ozaki (尾崎 徳太郎 Ozaki Tokutaro?), fue un escritor japonés, activo durante la era Meiji.

## Biografía

### Primeros años
Tokutarō Ozaki nació el 10 de enero de 1868 en Edo (antiguo nombre por el cual era conocida la ciudad de Tokio), Japón. Fue el único hijo de Kōkusai Ozaki, un conocido tallador de figuras netsuke durante la era Meiji. Fue educado en la Escuela Intermedia de la prefectura de Tokio y más adelante asistió a la Universidad de Tokio. En 1885, comenzaría a publicar una revista literaria llamada Kenyūsha junto con algunos amigos de la universidad. Los conocidos escritores Bimyō Yamada y Bizan Kawakami también publicaron material en dicha revista.

### Carrera literaria
Kenyūsha ejerció una gran influencia en el desarrollo de la novela japonesa durante casi 20 años. A través de su estudio de la literatura del período Edo (1603-1867), Ozaki despertó interés hacia el escritor Ihara Saikaku, cuyas agudas percepciones mezclaría con su propia estética poética para crear un estilo de realismo romántico. Ozaki también estuvo activo en el movimiento para crear un nuevo lenguaje literario coloquial. 
Sus primeras obras ficticias como Ninin bikuni iro zange (1889, "Confesiones amorosas de dos monjas") y Kyara makura (1890, "La almohada perfumada") reflejan su interés en la literatura de los siglos XVII y XVIII. Sin embargo, las obras más famosas de Ozaki serían Konjiki Yasha (金色夜叉, también conocida como El demonio dorado), que fue publicada por primera vez en 1897 en la revista Nihon Taika Ronshū de Hakubunkan, y Tajō Takon. Sus trabajos aparecieron principalmente en Yomiuri Shimbun, el periódico más popular de Japón.
En 1891, Ozaki aceptó tomar bajo su tutela a Kyōka Izumi, quien deseaba seguir sus pasos. Vivió con su joven pupilo desde 1891 a 1894, quien realizaba tareas del hogar a cambio de las opiniones de Ozaki sobre su trabajo. Izumi adoraba a su maestro, viéndolo como un benefactor que apoyó su carrera antes de ganar renombre. También sentía un profundo endeudamiento personal hacia él y siguió admirándolo durante toda su vida, incluso continuó escribiendo siguiendo el estilo de Ozaki. En 1954, Konjiki Yasha fue adaptada a una película en su país de origen y ambientada en la ciudad de Atami.

## Muerte

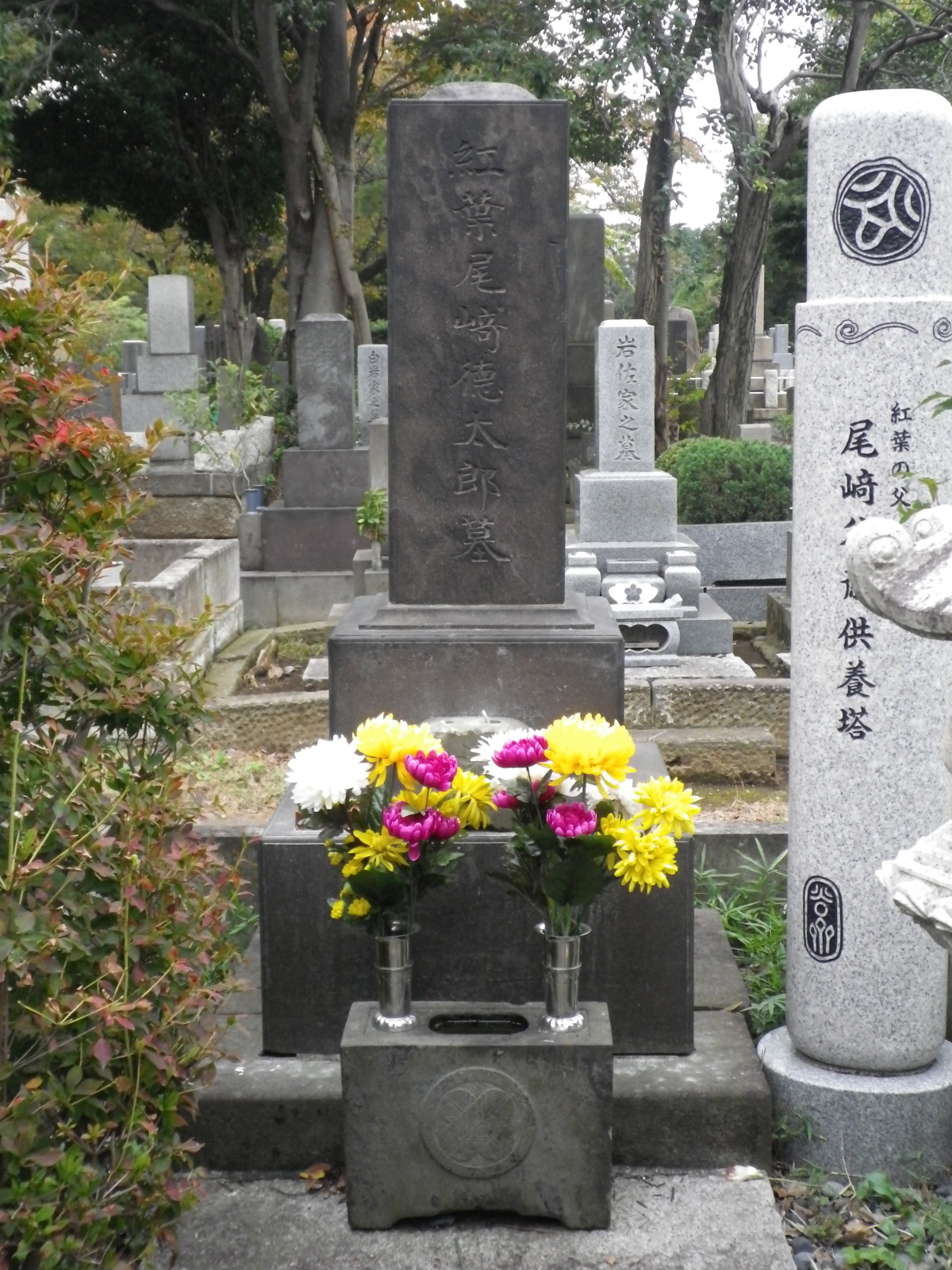
La tumba de Ozaki en Aoyama.

La salud de Ozaki había sido precaria desde 1899, y viajó a Shiobara y Shuzenji para recibir tratamiento médico. En marzo de 1903, fue diagnosticado con cáncer de estómago, enfermedad de la cual perecería en su hogar en Tokio el 30 de octubre, a la edad de 35 años. Fue enterrado en el Cementerio de Aoyama.